# St. Louis (Michigan)
St. Louis è un comune degli Stati Uniti d'America, situato nello Stato del Michigan, nella contea di Gratiot.